# Кенігсфельд-ім-Шварцвальд
Кенігсфельд-ім-Шварцвальд (нім. Königsfeld im Schwarzwald) — громада в Німеччині, знаходиться в землі Баден-Вюртемберг. Підпорядковується адміністративному округу Фрайбург. Входить до складу району Шварцвальд-Бар.
Площа — 40,24 км2. Населення становить 5967 ос. (станом на 31 грудня 2020).